# 梁柯平
梁柯平（1923年—2011年3月5日），女，广东顺德人，生于马来亚吉隆坡，中华人民共和国政治人物，曾任中华全国妇女联合会书记处书记。